# 三振率
三振率（英語：Strikeouts per Nine Innings），又稱奪三振率、K/9值，是一種棒球術語及統計數據，指投手每九局平均投出的三振數。此指標可顯示投手能以三振造成打者出局的能力，越高代表此投手的型態為三振型投手。用九局平均是因為一場標準的棒球比賽正好是九局，約略隱含著此投手一場比賽能三振多少位打者。
{\displaystyle K/9IP=9\cdot {\frac {K}{IP}}}
- K：三振人次
- IP：總投球局數